# Las Estrellas (telenovela)
Las Estrellas was een Argentijnse telenovelle, die uitgezonden werd van 29 mei 2017 tot 23 januari 2018 op El Trece. De hoofdrollen werden vertolkt door onder andere Celeste Cid, Marcela Kloosterboer, Natalie Pérez, Violeta Urtizberea en Justina Bustos.

## Verhaal
Vijf zussen, van drie verschillende moeders, ontmoeten elkaar op de begrafenis van hun vader, Mario Estrella. Wanneer ze nadien zijn testament lezen, krijgen ze te horen dat zijn erfenis maar liefst 6 miljoen dollar bedraagt. Om deze erfenis te krijgen moeten de vijf zussen (Virginia, Lucía, Carla, Florencia en Miranda) een jaar lang een hotel runnen. Als hen dit lukt om dit jaar lang met vijf te doen, dan krijgen ze hun erfenis. Het was immers hun vaders laatste wens om zijn vijf dochters te verenigen.

## Rolverdeling

### Hoofdpersonages
| Acteur               | Personage                | Huidige baan  | Vroegere baan                 | Extra |
| -------------------- | ------------------------ | ------------- | ----------------------------- | --- |
| Celeste Cid          | Virginia Estrella        | Hoteleigenaar | Advocate                      | 32 jaar Zelfde moeder als Florencia Onzeker Ex-vrouw van Ignacio Verliefd op Javo Getrouwd met Javo en moeder van Elena                     |
| Marcela Kloosterboer | Lucía Estrella           | Hoteleigenaar | Lector communicatiemanagement | 30 jaar Zelfde moeder als Carla Afstandelijk, ongevoelig Vriendin van Mariano Moeder van Mariana Lucía en Lucía Mariana                     |
| Natalie Pérez        | Carla Estrella           | Hoteleigenaar | Hotelmanager                  | 28 jaar Zelfde moeder als Lucía Grappig Ex-vriendin van Sebastián Vriendin van Lucho Vertrekt naar New York om te werken                    |
| Violeta Urtizberea   | Florencia Estrella       | Hoteleigenaar | Werkloos                      | 28 jaar Zelfde moeder als Virginia Syndroom van Gilles de la Tourette Ex-vriendin van Dani Getrouwd met Jazmín Moeder van Violeta en Melisa |
| Justina Bustos       | Miranda Estrella         | Hoteleigenaar | Studente, prostituee          | 24 jaar Ex-vriendin van Manuel Vriendin van Federico                                                                                        |
| Esteban Lamothe      | Javier 'Javo' Valdés     | Chef-kok      | Chef-kok in een restaurant    | Beste vriend van Jazmín Ex-man van Amanda Getrouwd met Virginia Vader van Santiago en Elena                                                 |
| Gonzalo Valenzuela   | Manuel Eizaguirre        | Advocaat      |                               | Economische vluchteling uit Chili Ex-vriend van Miranda Ex-werknemer van Ignacio Vermoord                                                   |
| Rafael Ferro         | Ignacio Basile Córdoba   | Advocaat      |                               | Ex-man van Virginia Manipulator |
| Luciano Castro       | Mariano Montenegro       | Taxichauffeur |                               | Grappig, egocentrisch Vriend van Lucía Vader van Mariana Lucía en Lucía Mariana                                                             |
| Nicolás Riera        | Leonardo 'Leo' Loma      | Receptionist  |                               | Verliefd op Miranda Vriend van Trini |
| Nicolás Francella    | Federico Alcántara       | Barman        |                               | Verliefd op Lucía Vriend van Miranda |
| Nazareno Casero      | Daniel 'Dani' Caccavella | Slachter      |                               | Ex-vriend van Florencia |
| Julieta Nair Calvo   | Jazmín del Río           | Sous-chef     |                               | Beste vriendin van Javo Getrouwd met Florencia Moeder van Violeta en Melisa                                                                 |

### Gastpersonages
| Acteur              | Personage                | Huidige baan            | Vroegere baan | Extra                                                               |
| ------------------- | ------------------------ | ----------------------- | ------------- | ------------------------------------------------------------------- |
| Silvia Kutika       | Teresa de Estrella       |                         |               | Ex-vrouw van Mario Moeder van Virginia en Florencia                 |
| Patricia Etchegoyen | María Elisa Casal        |                         |               | Vrouw van Mario Moeder van Lucía en Carla                           |
| Patricia Viggiano   | Constanza 'Coky' Calmet  | Secretaresse            |               | Maîtresse van Mario Moeder van Miranda                              |
| Ezequiel Rodríguez  | Sebastián Le Brun        | Psycholoog              |               | Ex-vriend van Carla Getrouwd met Nadia                              |
| Inés Palombo        | Nadia Gutiérrez          |                         |               | Ex-klasgenoot van Carla Getrouwd met Sebastián                      |
| Maia Francia        | Amanda                   |                         |               | Ex-vrouw van Javo                                                   |
| Andrés Gil          | Damián                   | Student                 |               | Klasgenoot van Miranda                                              |
| Jazmín Falak        | Delfina López Mayo       |                         |               | Ex-klasgenoot van Carla Dochter van Fernán                          |
| Clarisa Korovsky    | Adela                    | Dienstmeid in het hotel |               |                                                                     |
| Miriam Odorico      | Muñeca                   | Dienstmeid in het hotel |               | Verliefd op Ignacio                                                 |
| Vanesa González     | Milagros 'Lolita' Guzmán |                         |               | Was verliefd op Javo Teruggekeerd naar San Martín de los Andes      |
| Pedro Alfonso       | Luis Ángel 'Lucho' Solar | Boordcommandant         | Hotelmanager  | Vriend van Carla Wordt boordcommandant om dichter bij Carla te zijn |
| Martín Seefeld      | Fernán Kowacksinsky      | Gynaecoloog             |               | Vader van Delfina Verliefd op Carla                                 |
| Osvaldo Laport      | Mario Estrella           |                         |               | Loog tegen zijn dochters en (ex-)vrouw(en) over zijn dood           |
| Macarena Paz        | María Trinidad 'Trini'   | Hotelmedewerkster       |               | Vriendin van Leo                                                    |

## Prijzen
- Tato Awards (2017): Beste dagelijkse fictie - Komedie
- Notirey Awards (2017): Beste dagelijkse fictie
- Notirey Awards (2017): Vrouwelijke hoofdrolspeler in dagelijkse fictie (Violeta Urtizberea)
- Notirey Awards (2017): Mannelijke hoofdrolspeler in dagelijkse fictie (Esteban Lamothe)
- Notirey Awards (2017): Vrouwelijke revelatie (Julieta Nair Calvo)
- Notirey Awards (2017): Vrouwelijke bijrol (Patricia Etchegoyen)
- Notirey Awards (2017): Mannelijke bijrol (Nicolás Francella)
- Martín Fierro Awards (2018): Beste dagelijkse fictie
- Martín Fierro Awards (2018): Vrouwelijke hoofdrolspeler in dagelijkse fictie (Violeta Urtizberea)
- Martín Fierro Awards (2018): Mannelijke hoofdrolspeler in dagelijkse fictie (Esteban Lamothe)